# Лорд Ловат
Лорд Ловат (англ. Lord Lovat) — наследственный титул в системе Пэрства Шотландии. Создан в 1458 году для Хью Фрейзера (ум. ок. 1500). Носитель титула лорда Ловата является вождем горного шотландского клана Фрейзер из Ловата.

## История
1-й лорд Ловат был одним из заложников для возвращения шотландского короля Якова I Стюарта из английского плена в 1424 году. В 1431 году он был назначен высшим шерифом графства Инвернесс. Томас Фрейзер, 2-й лорд Ловат (ум. 1524), занимал пост юстициария севера в правление короля Якова IV Стюарта и умер 21 октября 1524 года.

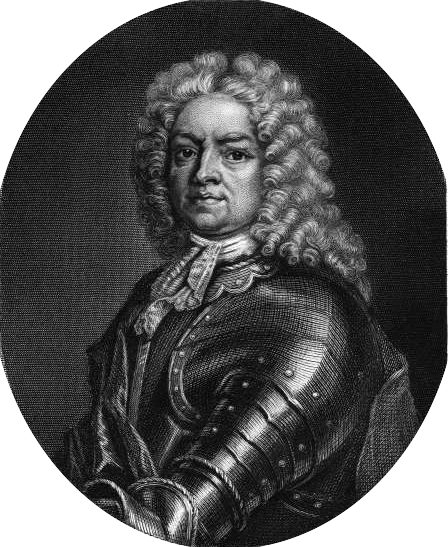
Саймон Фрейзер, 11-й лорд Ловат (1667—1747)

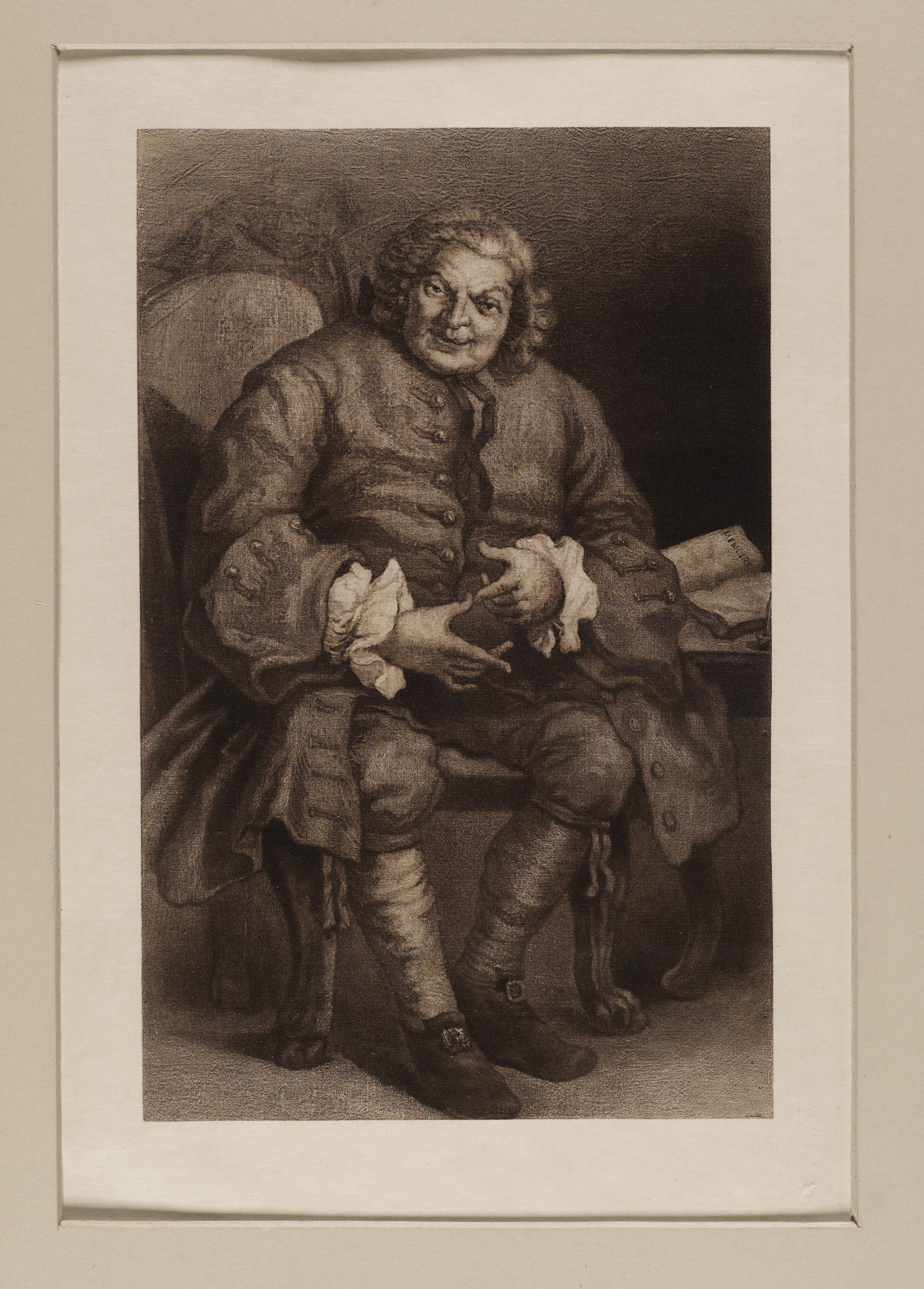
Саймон Фрейзер, 11-й лорд Ловат. ок. 1715 года

Прямые мужские потомки 1-го лорда Ловата носили титул с 1458 по 1696 год, когда скончался Хью Ловат, 9-й лорд Ловат (1666—1696). Ему наследовал его двоюродный брат, Томас Фрейзер, 10-й лорд Ловат (1636—1699). В 1697 году сын последнего, Саймон Фрейзер (1667—1747), известный как Саймон «Лиса», похитил и насильно женился на вдове покойного 9-го лорда Ловата, бывшей леди Амелии Мюррей, единственной дочери Джона Мюррея, 1-го маркиза Атолла. Мюрреи были возмущены этим поступком, Саймон Фрейзер попал под уголовное преследование и вынужден был бежать из страны. Саймон Фрейзер был заочно осужден, лишен права на наследство и приговорен к смерти. В 1715 году Саймон Фрейзер поддержал английское правительство против Якобитского восстания и был помилован. В 1730 году он выиграл судебный процесс и подтвердил свой титул лорда Ловата. В 1745 году Саймон Фрейзер принял участие в новом Якобитском восстании и поэтому был приговорен к смерти. Он был обезглавлен 9 апреля 1747 года в возрасте 80 лет в Тауэр-Хилле в Лондоне. Он был лишен всех титулов и владений. Саймон Фрейзер также носил титулы герцога Фрейзера, маркиза Бофорта, графа Стратеррика и лорда Ловата и Больё в качестве якобитского пэра Шотландии, которые он получил от Джеймса Фрэнсиса Эдварда Стюарта (титулярного короля короля Англии Якова III короля Шотландии Якова VIII) в 1740 году.

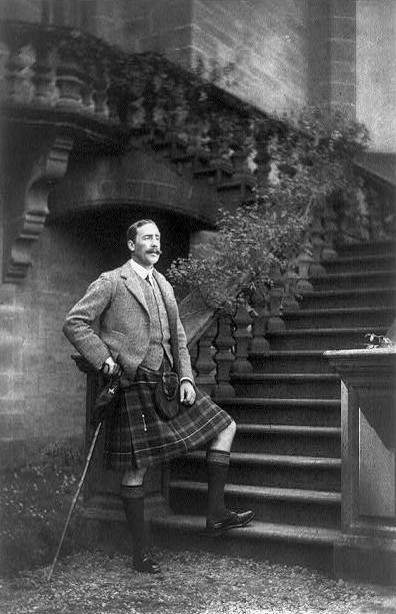
Саймон Фрейзер, 14-й лорд Ловат в 1908 году

Бригадир Саймон Кристофер Джозеф Фрейзер, 15-й лорд Ловат (1911—1995), август 1942 года

Его старший сын и тёзка, Саймон Фрейзер, мастер Ловат (1726—1782), стал генералом британской армии. Он получил полное прощение, но не был восстановлен в своих титулах. Его младший брат, Арчибальд Кэмпбелл Фрейзер (1736—1815) имел чин полковника. После его смерти в 1815 году на титул лорда Ловата стал претендовать его родственник, Томас Александр Фрейзер (1802—1875), потомок Томаса Фрейзера, второго сына 4-го лорда Ловата. В 1837 году для него был создан титул лорда Ловата из Ловата в графстве Инвернесс (Пэрство Соединённого королевства). В 1854 году Томас Фрейзер был официально признан в качестве 12-го лорда Ловата. В 1853—1873 годах лорд-лейтенант графства Инвернесс. Ему наследовал его сын, Саймон Фрейзер, 13-й лорд Ловат (1828—1887), который также служил лордом-лейтенантом Инвернесса (1873—1887). Его старший сын, Саймон Джозеф Фрейзер, 14-й барон Ловат (1871—1933), был военным и политическим деятелем. В 1927—1929 годах он занимал должность заместителя министра по делам доминионов. Его сменил его старший сын, бригадир Саймон Кристофер Джозеф Фрейзер, 15-й лорд Ловат (1911—1995). Он участвовал и отличился во Второй Мировой войне.
По состоянию на 2023 год носителем титула являлся его внук, Фрейзер, Саймон, 16-й лорд Ловат (род. 1977), который сменил своего деда в 1995 году.
Консервативный политик, достопочтенный сэр Хью Фрейзер (1918—1984), был младшим сыном 14-го лорда Ловата. Он был депутатом Палаты общин Великобритании от Стоуна (1945—1950), Стаффорда и Стоуна (1950—1983) и Стаффорда (1983—1984), занимал посты заместителя военного министра (1958—1960), заместителя министра по колониям (1960—1962) и министра по воздуху (1962—1964). Еще одним известным членом семьи был сэр Иэн Фрейзер, председатель компании Rolls-Royce Motors. Он был сыном достопочтенного Алистера Томаса Джозефа Фрейзера, младшего сына 13-го лорда Ловата.
Семейные резиденции — Бофорт Лодж и Балблэр хаус в окрестностях города Боли в Инвернессшире.

## Лорды Ловат (1458), бароны Ловат (1837)
- 1458—1500: Хью Фрейзер, 1-й лорд Ловат (ум. ок. 1500), сын Хью Фрейзера, 8-го из Ловата (ок. 1417 — ок. 1450)
- 1450—1524: Томас Фрейзер, 2-й лорд Ловат (ок. 1461 — 21 октября 1524), сын предыдущего
- 1524—1544: Хью Фрейзер, 3-й лорд Ловат (1494 — 15 июля 1544), сын предыдущего
- 1544—1557: Александр Фрейзер, 4-й лорд Ловат (1527 — декабрь 1557), старший сын предыдущего от второго брака
- 1557—1577: Хью Фрейзер, 5-й лорд Ловат (1544 — январь 1577), сын предыдущего
- 1577—1633: Саймон Фрейзер, 6-й лорд Ловат (ок. 1572—1633), сын предыдущего
- 1633—1646: Хью Фрейзер, 7-й лорд Ловат (1592 — 16 февраля 1646), сын предыдущего
- 1646—1672: Хью Фрейзер, 8-й лорд Ловат (2 мая 1643 — 27 апреля 1672), единственный сын Хью Фрейзера, мастера Ловата (ум. 1643), внук предыдущего
- 1672—1696: Хью Фрейзер, 9-й лорд Ловат (28 сентября 1666 — 14 сентября 1696), сын предыдущего
- 1696—1699: Томас Фрейзер, 10-й лорд Ловат (1636 — май 1699), сын Хью Фрейзера, 7-го лорда Ловата
- 1699—1746: Саймон Фрейзер, 11-й лорд Ловат (ок. 1667 — 9 апреля 1747), сын предыдущего, лишен титула в 1746 году
- 1854—1875: Томас Александр Фрейзер, 12-й лорд Ловат, 1-й барон Ловат (17 июня 1802 — 28 июня 1875), сын Александра Фрейзера, 9-го из Стричена (ум. 1803), и Амелии Мэри Лесли (ум. 1860), с 1837 года — 1-й барон Ловат, в 1854 году был признан в качестве 12-го лорда Ловата. Глава горного клана Фрейзер из Ловата (1815—1875)
- 1875—1887: Саймон Фрейзер, 13-й лорд Ловат, 2-й барон Ловат (21 декабря 1828 — 6 сентября 1887), старший сын предыдущего
- 1887—1933: Саймон Фрейзер Джозеф, 14-й лорд Ловат, 3-й барон Ловат (25 ноября 1871 — 18 февраля 1933), второй сын предыдущего
- 1933—1995: бригадир Саймон Кристофер Джозеф Фрейзер, 15-й лорд Ловат, 4-й барон Ловат[англ.] (9 июля 1911 — 16 марта 1995), старший сын предыдущего
- 1995 — настоящее время: Саймон Фрейзер, 16-й лорд Ловат, 5-й барон Ловат (род. 13 февраля 1977), старший сын Саймона Августина Фрейзера, мастера Фрейзера (1939—1994), внук предыдущего
  - Наследник титула: достопочтенный Джек Фрейзер, мастер Ловат (род. 22 августа 1984), младший брат предыдущего.